# آغي هيلستورم
آغي هيلستورم (بالدنماركية: Aage Hellstrøm)‏ (22 نوفمبر 1920 – 8 نوفمبر 1987) هو سبّاح دنماركي راحل، مثّل بلاده في الألعاب الأولمبية الصيفية 1936.

## روابط خارجية
آغي هيلستورم على موقع الاتحاد الدولي للسباحة (الإنجليزية)
- آغي هيلستورم على موقع أوليمبيديا (الإنجليزية)